# Vosmaerstraat 1-321
Vosmaerstraat 1-321 te Amsterdam is een gebouw aan de Vosmaerstraat in Amsterdam-West. Het is sinds 14 april 2009 een gemeentelijk monument.
De Vosmaerstraat kreeg in 1911 haar naam en werd daarna bebouwd. De even zijde aan de noordkant kreeg portiekwoningen. Aan de oneven zijde aan de zuidkant volgde een "Gesticht voor jongens". In november 1911 werd vanuit burgemeester en wethouders voorgesteld een nog braak liggend terrein van circa 1000 m2 aan de Vosmaerstraat hoek Derde Kostverlorenkade in erfpacht te geven, pachter zou worden de "Vereeniging Hulp voor onbehuisden".  Een maand later werd dit goedgekeurd.
In het gebouw zou onderdak geboden worden aan jongens (13-17 jaar), die een baan hadden in het Buitengasthuis (voor huisvesting was daar geen plaats meer) en jongens die scholing volgden aan ambachtscholen of al werkzaam waren in de bouw. Voor een tweede categorie jongens werd met dit gebouw ook onderdak geschapen; het waren jongens, die opvoeding moest worden bijgebracht, daar waar ouders of voogden daar niet toe in staan waren. Zij konden hier tevens leren. De laatste categorie was die voor reclassering van jongens die net de gevangenis hadden verlaten en jongens die moesten voldoen aan terbeschikkingstelling. In totaal zouden tachtig jongens ondergebracht worden.
De architect Jan de Meijer kwam voor de instelling met een gebouw van circa 45 meter breed, 20 meter hoog (exclusief koepel) en 10 meter diep. Die koepel moest licht brengen in het centraal gelegen trappenhuis; de toegang zou een ronde rondboog zijn. Zo werd het echter niet gebouwd, uit doelmatigheid moest al snel een strook bijgepacht (aan de Busken Huetstraat) worden en een terrein dat geschikt gemaakt kon worden voor een grotere speelplaats. Het Algemeen Handelsblad van 10 maart 1914 spreekt nog over “zal verrijzen”, terwijl het grootste deel dan al is opgeleverd.  In april 1914 was de verwachting dat het gebouw midden mei officieel in gebruik kon worden genomen. Het werd 20 mei 1914, maar de bestemming was enigszins aangepast. Er konden jongens terecht die via justitie straf opgelegd hadden gekregen maar voorwaardelijk buiten de gevangenis werden gehouden; de opening zou ook door de minister van Justitie Bastiaan Ort verricht worden.  Het gebouw was gefinancierd uit giften en hypotheek, het zou 150.000 gulden hebben gekost. Uiteindelijk had architect Eduard Pieter Messer zijn collega Meijer bijgestaan.
Het gebouw werd opgetrokken uit rood baksteen met hier en daar wat versieringen in beton en/of natuursteen. Het gebouw kent een centraal geplaatste toegang die uitgevoerd is in een dubbel risaliet; het gebouwdeel staat naar voren en de toegang daarin weer meer naar voren. Dit centrale deel heeft vier bouwlagen met daarop schilddak met dakkapel (van de koepel is niets terug te vinden). Dit deel wordt aan beide zijden geflankeerd door een vleugels, die een bouwlaag minder hebben. Het gebouw straalde volgens het Algemeen Handelsblad soberheid uit, naar het gebruik van destijds waren er hoge plafonds in gangen, lokalen en slaapzalen. In het gebouw waren aparte zalen en toegangen voor lijders aan besmettelijke ziekten. Om de jongens in het gareel te houden waren muren voorzien van belerende teksten zoals Wees vriendelijk jegens al wat leeft. Voorts waren er een isoleercel en een kapel.
Een van de bewoners was Johnny Kraaijkamp sr. (dan nog junior).  Ook Emanuel Polak zat er een tijd. In de jaren zeventig kwam het leeg te staan en werd het gekraakt; het werd sinds 1974 bekend als heroïnepand, waarop de politie ingreep. Junkies verjaagd uit het Vondelpark had hier hun heil gezocht, terwijl afgesproken was het gebouw om te bouwen voor jongerenhuisvesting, hetgeen even later zou gebeuren.

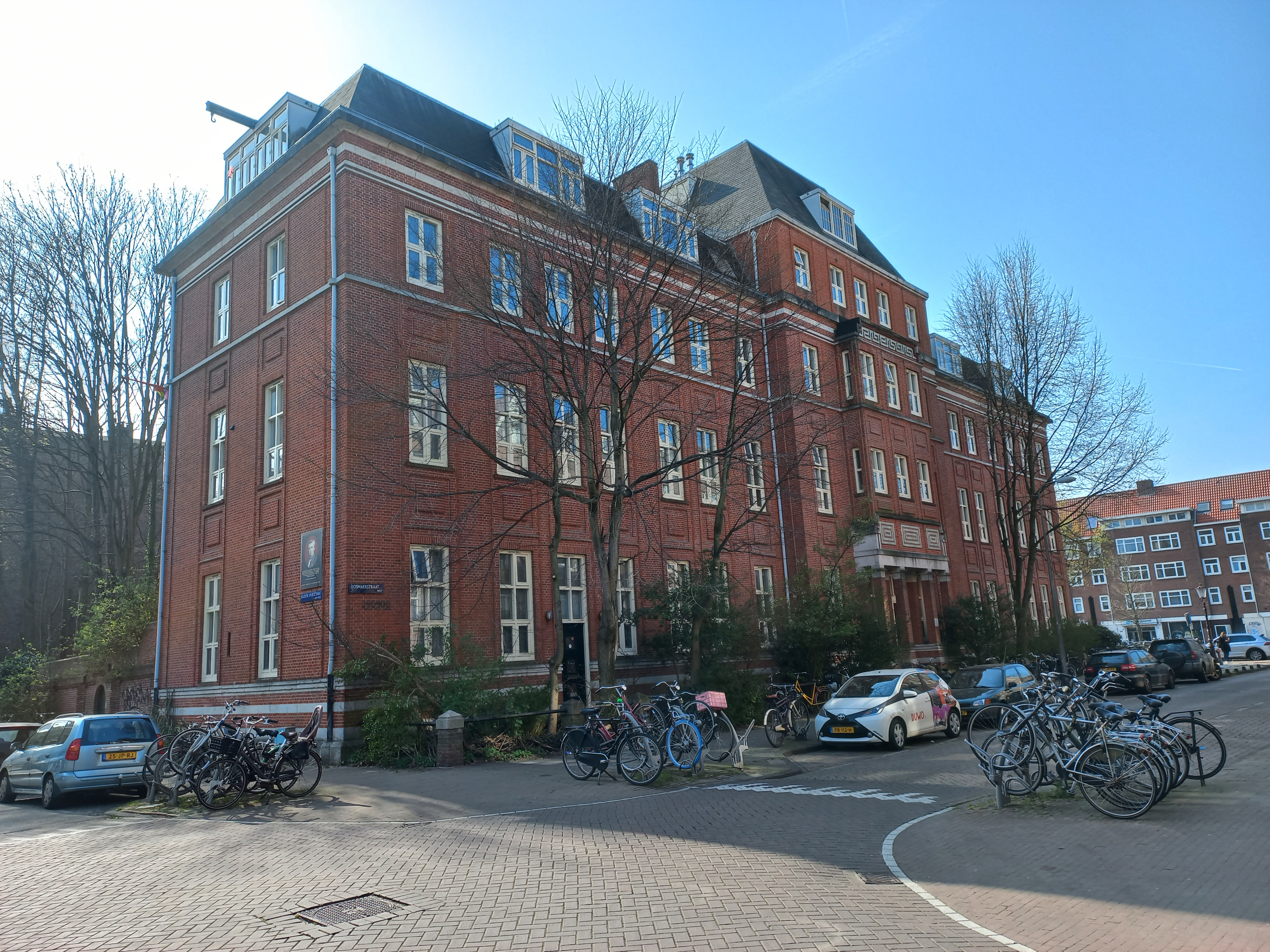
Vosmaerstraat 1-321, Amsterdam (maart 2022)